# Levy Jedon
Levy Jedon ist ein deutscher Autor, der durch seine fantasievollen Kinder- und Jugendgeschichten bekannt wurde. Seine Werke verbinden Abenteuer, Spannung und eine kindgerechte Erzählweise mit einer lebendigen Vorstellungskraft. Bereits in jungen Jahren begann er, eigene Ideen zu entwickeln und diese in Erzählungen zu verwandeln, die oft einen spielerischen und zugleich geheimnisvollen Charakter aufweisen.

### Frühes Leben und kreative Anfänge
Jedon zeigte bereits im Kindergarten eine ausgeprägte Fantasie. Nach eigenen Angaben stellte er sich häufig Reisen in ferne Länder vor und erschuf dabei eigene Figuren und Handlungswelten. Früh begann er, in Kinderchören zu singen, und entdeckte seine Begeisterung für Musik. Während seiner Grundschulzeit lernte er Klavier und war Mitglied mehrerer Chöre, darunter der traditionsreiche Chor der "Ulmer Spatzen". Seine aktive Mitwirkung dort wurde durch die COVID-19-Pandemie unterbrochen.
Parallel zu seiner musikalischen Entwicklung begann Jedon, erste Geschichten zu schreiben. 2020 entstand in Zusammenarbeit mit seiner Familie das Buch Das Christkind und die merkwürdigen Geschehnisse auf dem Bauernhof. Das Werk kombiniert Elemente einer klassischen Weihnachtsgeschichte mit Krimi- und Humorelementen und markierte den Beginn seiner schriftstellerischen Laufbahn.

### Literarische Laufbahn
Im Jahr 2023 veröffentlichte Jedon sein erstes eigenständiges Buch unter dem Titel Die Tierretterbande 1. Die Geschichte handelt von einer Gruppe von Kindern, die mithilfe von Teleportation verschiedene Länder bereisen, um einen Entführer zu stellen. Neben dem Abenteuer spielen Themen wie Freundschaft, Zusammenhalt und mysteriöse Geschehnisse auf einem Bauernhof eine wesentliche Rolle. Laut übereinstimmenden Aussagen aus dem Umfeld des Autors basieren einige der Hauptfiguren lose auf ihm selbst, seiner Cousine und seinem Cousin. Diese Inspirationsquelle betrifft jedoch eher die Grundidee und äußere Charakterzüge; die Persönlichkeiten in der Geschichte unterscheiden sich deutlich von den realen Vorbildern. Das Buch wurde über story.one veröffentlicht und ist im regulären Buchhandel, unter anderem bei Thalia, erhältlich.
Sein Erzählstil wird durch eine klare, bildhafte Sprache, einen Sinn für Spannung und gelegentlich humorvolle Passagen charakterisiert. Obwohl seine Geschichten primär ein junges Publikum ansprechen, enthalten sie oftmals Anspielungen und Themen, die auch für erwachsene Leser interessant sind.

### Zukünftige Veröffentlichungen
Für Anfang September 2025 ist die Veröffentlichung eines neuen Werkes mit dem Arbeitstitel Das Agenternat und die fliegenden Banditen in Planung. Offiziell bestätigt wurde diese Information bislang nicht. Verschiedenen Hinweisen zufolge könnte es sich dabei um ein weiteres Abenteuer mit Krimielementen für junge Leser handeln, das bezüglich des Genres an seine bisherigen Veröffentlichungen anknüpft.

### Werke
- Das Christkind und die merkwürdigen Geschehnisse auf dem Bauernhof (2020) – Unveröffentliches Gemeinschaftswerk mit seiner Familie, Mischung aus Weihnachtsgeschichte und Detektivhandlung.
- Die Tierretterbande 1 (2023) – Kinderbuch mit Elementen von Abenteuer, Spannung und Magie.
- Das Agenternat und die fliegenden Banditen (voraussichtlich 2025) – geplanter Titel, bislang nicht offiziell bestätigt.

### Öffentliche Präsenz
Levy Jedon ist als Autor auf der Literaturplattform story.one registriert, wo seine Werke und ein kurzer biografischer Überblick veröffentlicht sind. Seine Bücher sind im deutschsprachigen Buchhandel gelistet, darunter bei großen Anbietern wie Thalia. Darüber hinaus wird er in bibliografischen Online-Verzeichnissen mit seinen Veröffentlichungen geführt.